# The Astronaut Wives Club
The Astronaut Wives Club es una miniserie dramática estadounidense transmitida del 18 de junio del 2015 hasta el 20 de agosto del 2015 por medio de la cadena ABC. La serie fue desarrollada por Stephanie Savage y estuvo basada en el best-seller de Lily Koppel titulado "The Astronaut Wives Club: A True Story".

## Historia
La serie estuvo basada en el libro "The Astronaut Wives Club: A True Story", el cual cuenta la historia real de las mujeres que estaban al lado de algunos de los más grandes héroes de la historia estadounidense durante el apogeo de la carrera espacial.

## Personajes

### Personajes principales
| Actor                | Personaje       | Ocupación  | N.º de episodios | Temporada |
| -------------------- | --------------- | ---------- | ---------------- | --------- |
| Dominique McElligott | Louise Shepard  | -          | 10               | 2015      |
| Joanna García        | Betty Grissom   | -          | 10               | 2015      |
| Yvonne Strahovski    | Rene Carpenter  | -          | 10               | 2015      |
| Odette Annable       | Trudy Cooper    | -          | 10               | 2015      |
| Erin Cummings        | Marge Slayton   | -          | 10               | 2015      |
| Azure Parsons        | Annie Glenn     | -          | 10               | 2015      |
| Zoe Boyle            | Jo Schirra      | -          | 10               | 2015      |
| Desmond Harrington   | Alan Shepard    | Astronauta | 10               | 2015      |
| Joel Johnstone       | Gus Grissom     | Astronauta | 10               | 2015      |
| Bret Harrison        | Gordon Cooper   | Astronauta | 10               | 2015      |
| Kenneth Mitchell     | Deke Slayton    | Astronauta | 10               | 2015      |
| Sam Reid             | John Glenn      | Astronauta | 10               | 2015      |
| Aaron McCusker       | Wally Schirra   | Astronauta | 10               | 2015      |
| Wilson Bethel        | Scott Carpenter | Astronauta | 8                | 2015      |

### Personajes recurrentes
| Actor              | Personaje                | Ocupación                                 | N.º de episodios | Temporada |
| ------------------ | ------------------------ | ----------------------------------------- | ---------------- | --------- |
| Evan Handler       | Duncan "Dunk" Pringle    | Oficial de Relaciones Públicas de la NASA | 10               | 2015      |
| Donald M. Krause   | -                        | Ejecutivo de la NASA                      | 9                | 2015      |
| Justin Lebrun      | -                        | Reportero                                 | 9                | 2015      |
| Luke Kirby         | Max Kaplan               | Reportero de LIFE                         | 6                | 2015      |
| Candice Harrison   | -                        | Esposa de Gemini                          | 6                | 2015      |
| Stella Allen       | Alice Shepard            | -                                         | 5                | 2015      |
| Madison Wolfe      | Julie Shepard            | -                                         | 5                | 2015      |
| Antonia Bernath    | Susan Borman             | -                                         | 5                | 2015      |
| Artie Mozzone      | -                        | Astronauta                                | 5                | 2015      |
| Morgan Burch       | Cam Cooper               | -                                         | 4                | 2015      |
| Lorelei Gilbert    | Candy Carpenter          | -                                         | 4                | 2015      |
| Michael A. Harmon  | Scott Carpenter Jr.      | -                                         | 4                | 2015      |
| Jim Klock          | Chris Kraft              | -                                         | 4                | 2015      |
| Dana Gourrier      | Antoinette Gibbs         | -                                         | 4                | 2015      |
| Haley Strode       | Jane Conrad              | -                                         | 4                | 2015      |
| Alexa Havins       | Pat                      | -                                         | 4                | 2015      |
| Taylor Erwin       | Kristen Carpenter        | -                                         | 3                | 2015      |
| Jacob Revere       | Robyn Jay Carpenter      | -                                         | 3                | 2015      |
| Matt Lanter        | Ed White                 | Astronauta                                | 3                | 2015      |
| Matty Ferraro      | Jim Lovell               | Astronauta                                | 3                | 2015      |
| Ryan Doom          | Donn F. Eisele           | Astronauta                                | 3                | 2015      |
| Kelton DuMont      | Mark Grissom             | -                                         | 3                | 2015      |
| Thomas LaGrange    | Scotty Grissom           | -                                         | 3                | 2015      |
| Terry Dale Parks   | Jim Webb                 | -                                         | 3                | 2015      |
| Holley Fain        | Marilyn Lovell           | -                                         | 3                | 2015      |
| Nora Zehetner      | Marilyn See              | -                                         | 3                | 2015      |
| Elaine Carroll     | Harriet Eisele           | -                                         | 3                | 2015      |
| Tamar Pelzig       | Martha Chaffee           | -                                         | 2                | 2015      |
| LJ McDonald        | Freddy Borman            | -                                         | 2                | 2015      |
| Gary Grubbs        | Cal Butterfield          | -                                         | 2                | 2015      |
| Akili McDowell     | Zavier Gibbs             | -                                         | 2                | 2015      |
| William McNamara   | Robert Kennedy           | Presidente                                | 1                | 2015      |
| Christopher Holmes | Charles Lindbergh        | Aviador e Ingieniero                      | 1                | 2015      |
| Ray Fisher         | Capt. Edward "Ed" Dwight | Capitán                                   | 1                | 2015      |
| Geoff Pierson      | Jim Matthis              | -                                         | 1                | 2015      |
| Elton LeBlanc      | John Glenn Rally         | -                                         | 1                | 2015      |
| Mattie Liptak      | Ed White Jr.             | -                                         | 1                | 2015      |
| Pixie Hankins      | Sheryl Chaffee           | -                                         | 1                | 2015      |
| Ella Maddox        | Jan Cooper               | -                                         | 1                | 2015      |
| Jimmy Deshler      | Marty Schirra            | -                                         | 1                | 2015      |
| Chloe Barach       | Suzanne Schirra          | -                                         | 1                | 2015      |

## Episodios
La miniserie estuvo conformada por 10 episodios de 42 minutos de duración.

## Producción
La miniserie fue un drama anunciado por la cadena ABC durante la temporada 2013-2014 y se ordenaron oficialmente 10 episodios para la serie.
La miniserie se esperaba que fuera estrenada el 24 de julio de 2014, sin embargo su estreno se movió a la primavera de 2015, para realizar algunos cambios.
La serie fue distribuida por medio de Disney-ABC Domestic Television, mientras que las compañías productoras que están relacionadas con la serie son ABC Studios, Fake Empire Productions y Groundswell Productions.